# XXX (FENCE OF DEFENSEのアルバム)
『XXX』（トリプル・エックス）は、1997年6月25日にリリースされたFENCE OF DEFENSEの10枚目のアルバム。

## 解説
デビュー以来所属したEPIC・ソニーからポリドール（現ユニバーサル・ミュージック）内の、月光恵亮を中心としたパブリック・イメージ所属アーティスト専門レーベルPrimitiveレーベルに移籍第1弾アルバム。
タイトルのXはローマ数字の10を意味。リリースがバンドのデビュー10周年に当たること、10枚目のオリジナル・アルバムであることに掛けている。
3つ並んでいるのは前のオリジナル・アルバム『hot dogs』同様、メンバーの人数に掛けているためで、ジャケットは「見ざる言わざる聞かざる」を模している。
この時期のLIVEも10周年記念として、新曲以外も代表曲を網羅したベスト的選曲で実施。
北島健二がこの作品以降、ヤマハ・KK-1以外のギターを使用するようになり、この作品では主にギブソン・レスポールを使用している。
このアルバムはFOD史上初となる外部プロデューサーを迎えた作品で、外部ミュージシャンも多数起用され、北島が当時併行して活動していたPEARLの田村直美も参加。同バンドと田村はこの時期、FODと同レーベル同プロデューサーでの活動を行っていた。作詞は作詞家の森雪之丞をシングルを含む多くの楽曲で起用。
先行シングルのリリースも活発に行われ、前年のシングル「遥か〜Sailing for my dream〜」はTBS系アニメ『B'T X』OP曲に起用され、スマッシュヒットを記録。同曲は当初リリース予定のないいわゆる「没曲」であったが、同アニメの原作者車田正美が、この曲を非常に気に入ったため主題歌起用→シングルリリースに至った経緯がある。
これらの先行シングルはアルバム未収録曲が多く、未収録曲は「逆転」（「君のあるがままを」C/W曲）、「RIGHT NOW」（「遥か〜」C/W曲）、「三重人格」（「失楽園〜」C/W曲※アルバム収録はREMIX）、「悲劇のライオン」（「火を貸してくれ」C/W曲）と4曲もあり、アルバム発売後にリリースされた「13月の革命」もカップリング曲「黄金の魂（ソウル）」と共にアルバム未収録。
これらの曲は、2007年発売ベスト・アルバム『GREAT FREAKERS BEST』にも収録されておらず、現在音源は入手困難。「RIGHT NOW」はライブでも頻繁に演奏され、当時山田は雑誌インタビューで「カップリングの方がフェンスらしいと言われることは良くある」と答えている。
FODのヒットシングル「SARA」「時の河」「DON'T LOOK BACK」「遥か〜Sailing for my dream〜」はいずれもテレビアニメのテーマ曲であるため、彼らを（揶揄的なニュアンスを込めて）「アニソンバンド」と語る向きもあるが、西村はいずれの作品も原作や企画書を精読してから取り組んでいる（特に『横山光輝三国志』（西村が音楽監督を担当）全巻読破は当時の雑誌インタビューで語られており、自身のブログでも2008年の三国志展に行ったと記述がある）。
先行シングルの多くはテレビタイアップを獲得、この時期西村は「それいけ!!ココロジー」のPSソフトの音楽監督を務めてOSTを発表するなど、レーベル側もそれまで以上に商業的成功を志向していた。アルバムリリース後も、シングル「13月の革命」（テレビ東京系アニメ『異次元の世界エルハザード』OP曲）のリリースが行われたが、その後FODはイーストウエスト・ジャパン（現ワーナーミュージック・ジャパン）に移籍する。

## 収録曲
| 全編曲: FENCE OF DEFENSE。 |                                        |           |                            |       |
| #                          | タイトル                               | 作詞      | 作曲                       | 時間  |
| 1.                         | 「FUNKY NUDE No.0」                    |           | 西村麻聡                   | 1:02  |
| 2.                         | 「FUNKY NUDE No.1」                    | 森雪之丞  | 西村麻聡                   | 4:01  |
| 3.                         | 「AVARICE!!」                          | 田村直美  | 西村麻聡                   | 5:49  |
| 4.                         | 「MIDNIGHT RESISTANCE」                | 森雪之丞  | 北島健二、西村麻聡、山田亘 | 5:36  |
| 5.                         | 「火を貸してくれ」                     | 森雪之丞  | 北島健二、西村麻聡、山田亘 | 5:46  |
| 6.                         | 「EVER LASTING NIGHT」                 | 西村麻聡  | 西村麻聡                   | 7:04  |
| 7.                         | 「薔薇とピエロとダイナマイト」         | 森雪之丞  | 北島健二、西村麻聡、山田亘 | 5:12  |
| 8.                         | 「SCISSORS」                           | 森雪之丞  | 北島健二、西村麻聡、山田亘 | 6:26  |
| 9.                         | 「FREEDOM＊HILL→MORNING」              |           | 西村麻聡                   | 2:24  |
| 10.                        | 「遥か〜SAILING FOR MY DREAM〜」       | 室井美樹  | 西村麻聡                   | 3:38  |
| 11.                        | 「愛してても、愛せない」               | 室井美樹  | 西村麻聡                   | 4:32  |
| 12.                        | 「失楽園〜PARADISE LOST〜」            | 森雪之丞  | 西村麻聡                   | 5:26  |
| 13.                        | 「君のあるがままを」                   | 室井美樹  | 西村麻聡                   | 5:04  |
| 14.                        | 「スクランブル・キッズ」               | 室井美樹  | 西村麻聡                   | 5:20  |
| 15.                        | 「三重人格 <XXX MIX>」(Re-mix:R・A・M) | 森雪之丞  | 北島健二、西村麻聡、山田亘 | 6:59  |
| 合計時間:                  | 合計時間:                              | 合計時間: | 合計時間:                  | 74:19 |

## 楽曲解説
1. FUNKY NUDE No.0
2. FUNKY NUDE No.1
3. AVARICE!!
  - ベストアルバム『GREAT FREAKERS BEST 〜FENCE OF DEFENSE 1987-2007〜』にも収録されている。
4. MIDNIGHT RESISTANCE
5. 火を貸してくれ
  - 20thシングル。
6. EVER LASTING NIGHT
7. 薔薇とピエロとダイナマイト
8. SCISSORS
9. FREEDOM＊HILL→MORNING
10. 遥か〜SAILING FOR MY DREAM〜
  - 17thシングル。
11. 愛してても、愛せない
  - 18thシングル両A面曲。
12. 失楽園〜PARADISE LOST〜　
  - 19thシングル。
13. 君のあるがままを
  - 16thシングル。
14. スクランブル・キッズ
  - 18thシングル。
15. 三重人格 <XXX MIX>
  - 19thシングル「失楽園〜PARADISE LOST〜」のカップリング曲。

## レコーディング参加
- 鷹羽仁 - キーボード
- 鈴木正則 - トランペット
- 佐々木史郎 - トランペット
- 佐野聡 - トロンボーン
- 田村直美 - コーラス
- 仁科かおり - コーラス
- 松田樹利亜 - コーラス
- LISAGO - コーラス